# Lochmaeocnemis malacodora
Lochmaeocnemis malacodora är en trollsländeart som beskrevs av Maurits Anne Lieftinck 1949. Lochmaeocnemis malacodora ingår i släktet Lochmaeocnemis och familjen flodflicksländor. Inga underarter finns listade i Catalogue of Life.